# 公訴
公诉（英語：Criminal charge）又稱刑事起訴、刑事檢控，指檢察官代表国家對刑事案件的被告向法院提起刑事訴訟，請求法院將其定罪的一項法律行動。相較於公訴制度是由檢察官進行刑事起訴，倘若由被害人自行起訴被告者則稱為自訴，其所適用的程序規範與公訴差別甚鉅。然而，並非每個國家都存在自訴制度，因此刑事訴訟程序大多數時候仍是以公訴制度為主。

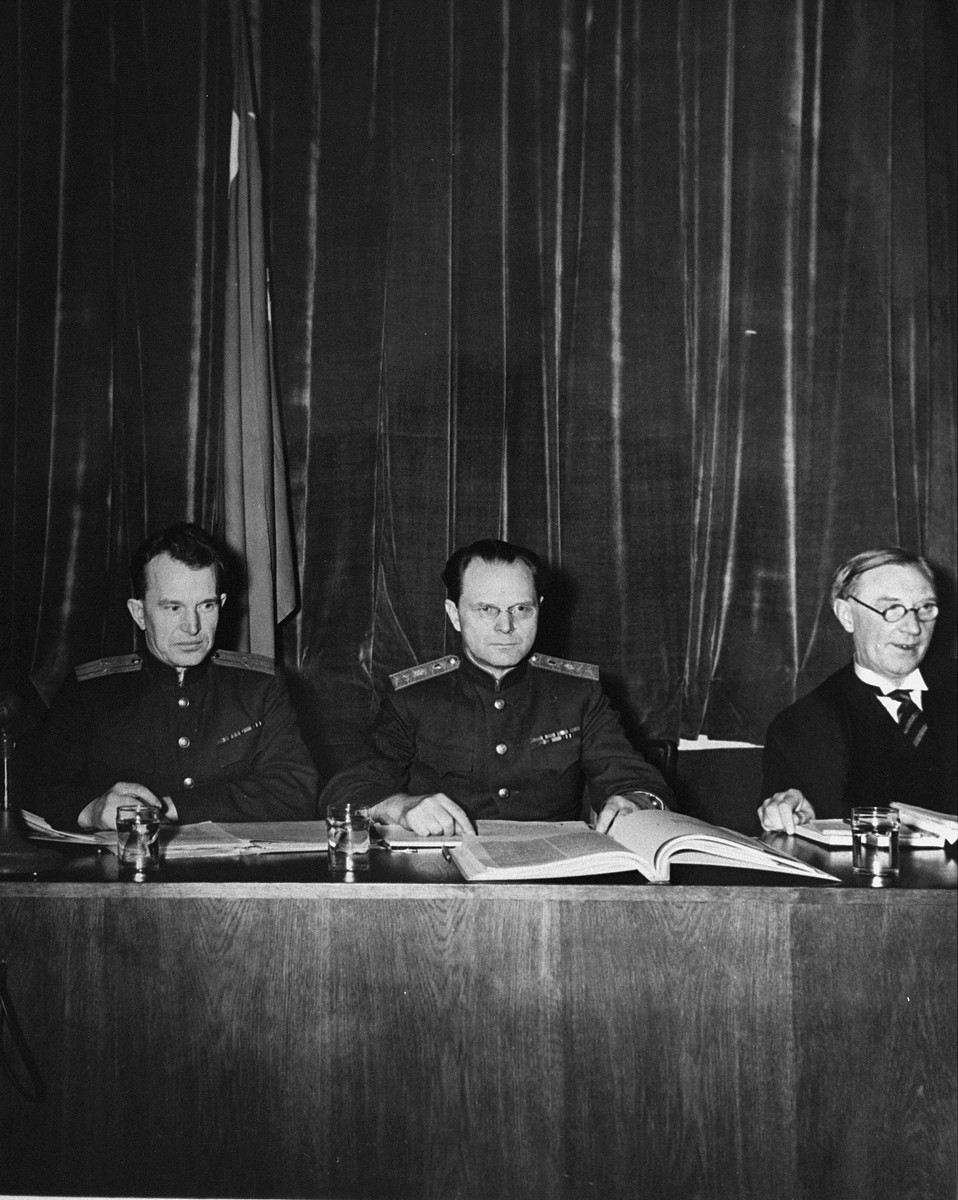
紐倫堡大審的蘇聯公訴檢察官

## 「公訴罪」的誤用
在台灣，媒體與普羅大眾常使用「公訴罪」一詞來指稱非告訴乃論之罪；然而事實上，刑事法律程序並不存在這樣的罪名類別，「公訴」與「告訴乃論」是兩個完全不同的概念，前者指的是刑事起訴由國家提起的程序，後者則是基於刑事政策考量，對於起訴條件設下的特殊限制，二者之間毫不相干，更非屬相對立的概念。因此，所謂「公訴罪」僅是訛傳而已，非真正的法律術語。